# Meu Fado
Meu Fado é o décimo quarto álbum de estúdio da cantora brasileira Fafá de Belém, lançado em 1992, pela gravadora Som Livre.

## Faixas

### Lado A
| N.º | Título                      | Compositor(es)                                                               | Duração |  |
| 1.  | "Canção Grata"              | Carlos Queiroz, Teresa Silva Carvalho                                        | 2:47    |  |
| 2.  | "Canoa do Tejo"             | Frederico de Brito                                                           | 3:54    |  |
| 3.  | "Nem às Paredes Confesso"   | Artur Joaquim Almeida Ribeiro, Francisco Ferrer Trindade, Maximiano de Sousa | 3:56    |  |
| 4.  | "Sombras na Madrugada"      | António José Lopes Lampreia, Francisco Ferrer Trindade                       | 3:42    |  |
| 5.  | "Sempre Que Lisboa Canta"   | Aníbal Nazaré, Carlos Rocha                                                  | 1:58    |  |
| 6.  | "Procuro e Não Te Encontro" | António José, Nobrega e Sousa                                                | 2:53    |  |

### Lado B
| N.º | Título             | Compositor(es)                                 | Duração |  |
| 1.  | "Confesso"         | Frederico Valério, José Galhardo               | 4:04    |  |
| 2.  | "Fado das Queixas" | Carlos Rocha, Frederico de Brito               | 2:00    |  |
| 3.  | "Olhos Castanhos"  | Alves Coelho                                   | 2:31    |  |
| 4.  | "Só Nós Dois"      | Joaquim Pimentel                               | 3:01    |  |
| 5.  | "Só à Noitinha"    | Amadeu do Vale, Frederico Valério, Raul Ferrão | 3:29    |  |
| 6.  | "Memórias"         | Leonardo                                       | 3:58    |  |
| 7.  | "Tudo Isto é Fado" | Aníbal Nazaré, F. Carvalho                     | 3:03    |  |